# Bibliothèque nationale de Turin
La bibliothèque universitaire nationale de Turin est l'une des plus importantes bibliothèques d'Italie. Son siège est situé sur la place Carlo Alberto, devant le palais Carignano. Détruite pendant la Seconde Guerre mondiale, elle a été entièrement reconstruite entre 1958 et 1973.
La bibliothèque est une propriété du Ministère pour les Biens et Activités culturels et participe au réseau des bibliothèques italiennes, le Service de la bibliothèque nationale (SBN).

## Histoire
Les origines de cette bibliothèque remontent à 1720, lorsque Victor-Amédée II de Savoie crée la Bibliothèque universitaire royale, fruit de l'union de la collection de livres de l'université de Turin et du fonds ducal de Savoie. Entre les XVIIIe et XIXe siècles, avec en vue le soutien de l'activité scientifique promue par la Savoie, plusieurs acquisitions et legs fusionnent, par exemple, en 1824, les manuscrits du Scriptorium de l'Abbaye de San Colombano à Bobbio.
Déclarée bibliothèque nationale en 1873, elle abrite,  à la fin du XIXe siècle, 250 000 volumes environ, 4 200 manuscrits et 1 000 incunables. L'incendie du 26 janvier 1904 détruit la moitié des manuscrits, 30 000 volumes, dont certains sont d'une extrême rareté et d'une grande valeur. Les bombardements de 1942 endommagent également une partie des volumes imprimés.
L'ancien siège de la bibliothèque universitaire nationale est aussi détruit.
Le nouveau siège est construit dans la zone des anciennes écuries du Palais Carignan, sur la place Carlo Alberto. En 1958, à la suite d'un concours, les architectes Massimo Amodei, Pasquale Carbonara, Italo Insolera, Aldo Livadiotti et Antonio Quistelli, supervisent le projet et les travaux de construction, tout en préservant la façade subsistante des écuries de la Piazza Carlo Alberto. Le bâtiment actuel est donc neuf.

## Patrimoine
En 2011 la Bibliothèque nationale de Turin possède en tout 763 833 volumes imprimés, 2 095 revues en cours, 4 554 manuscrits, 1 603 incunables et 10 063 seizièmes.
Parmi les manuscrits, on trouve par exemple la collection de partitions musicales espagnoles connue sous le nom de Cancionero de Turin.
L'un des fleurons de la bibliothèque est la collection presque complète des partitions manuscrites d'Antonio Vivaldi. Elle est composée de 27 volumes comprenant 450 partitions autographes (296 concertos et 20 opéras dont 14 complets) composées par le musicien vénitien, soit 92% des manuscrits autographes connus de Vivaldi .

## Galerie d'images

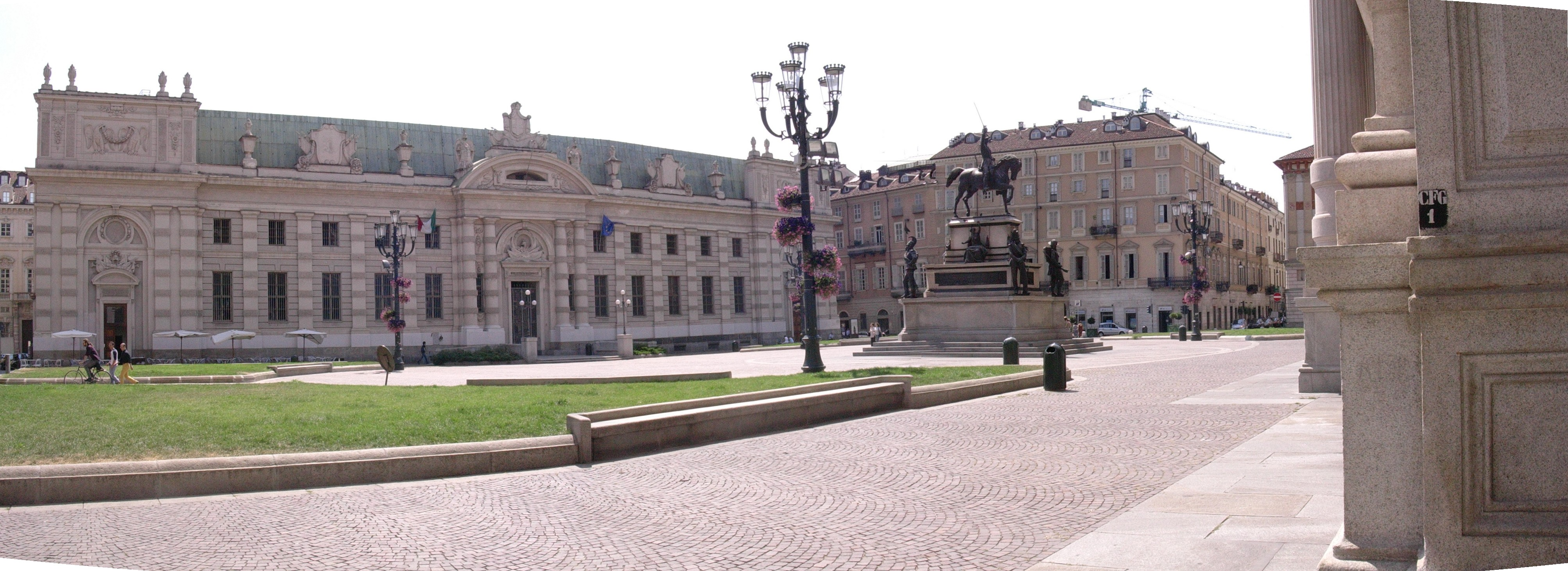
Façade sur la Place Carlo Alberto.
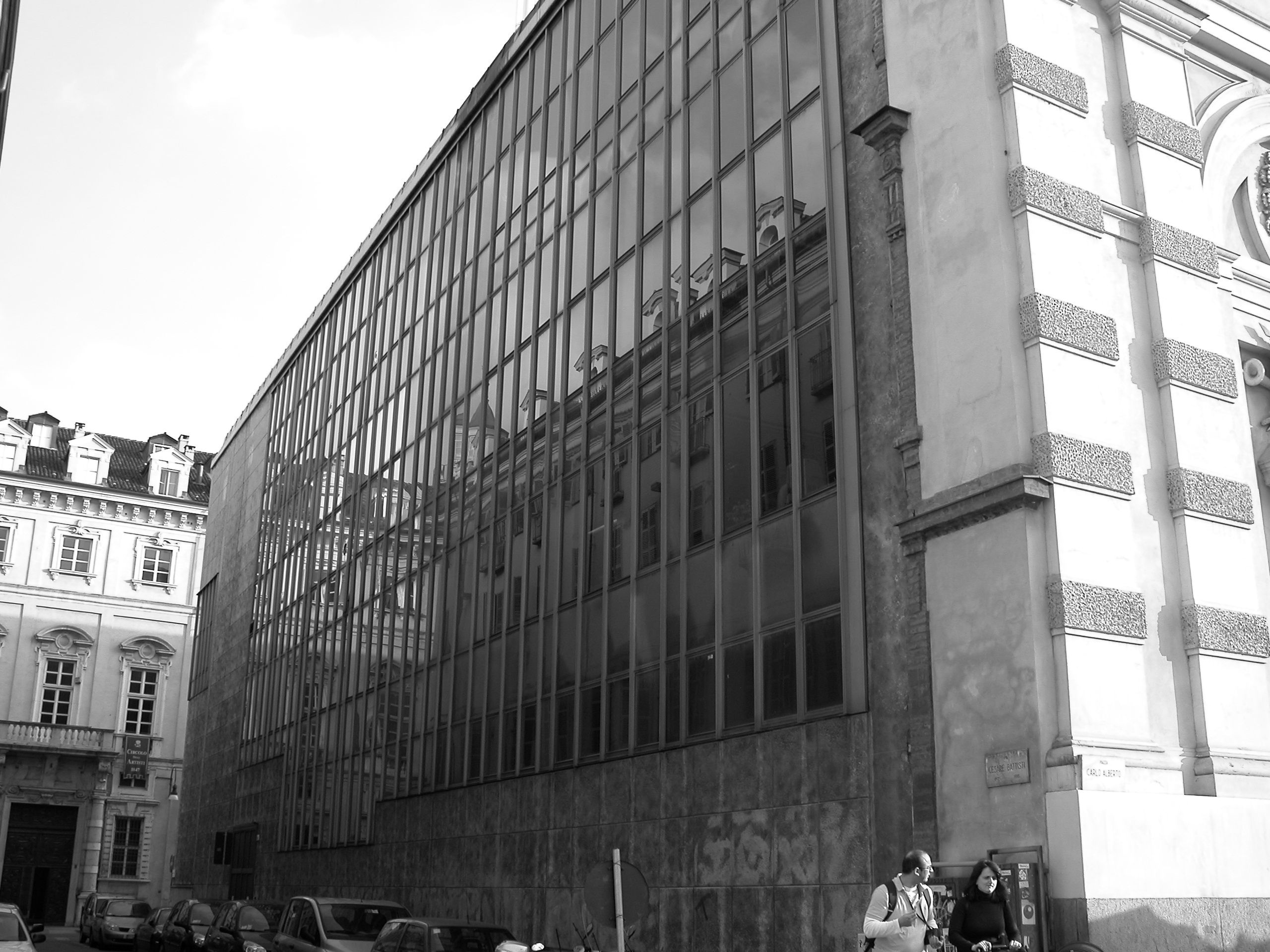
Façade sur la rue Battisti.
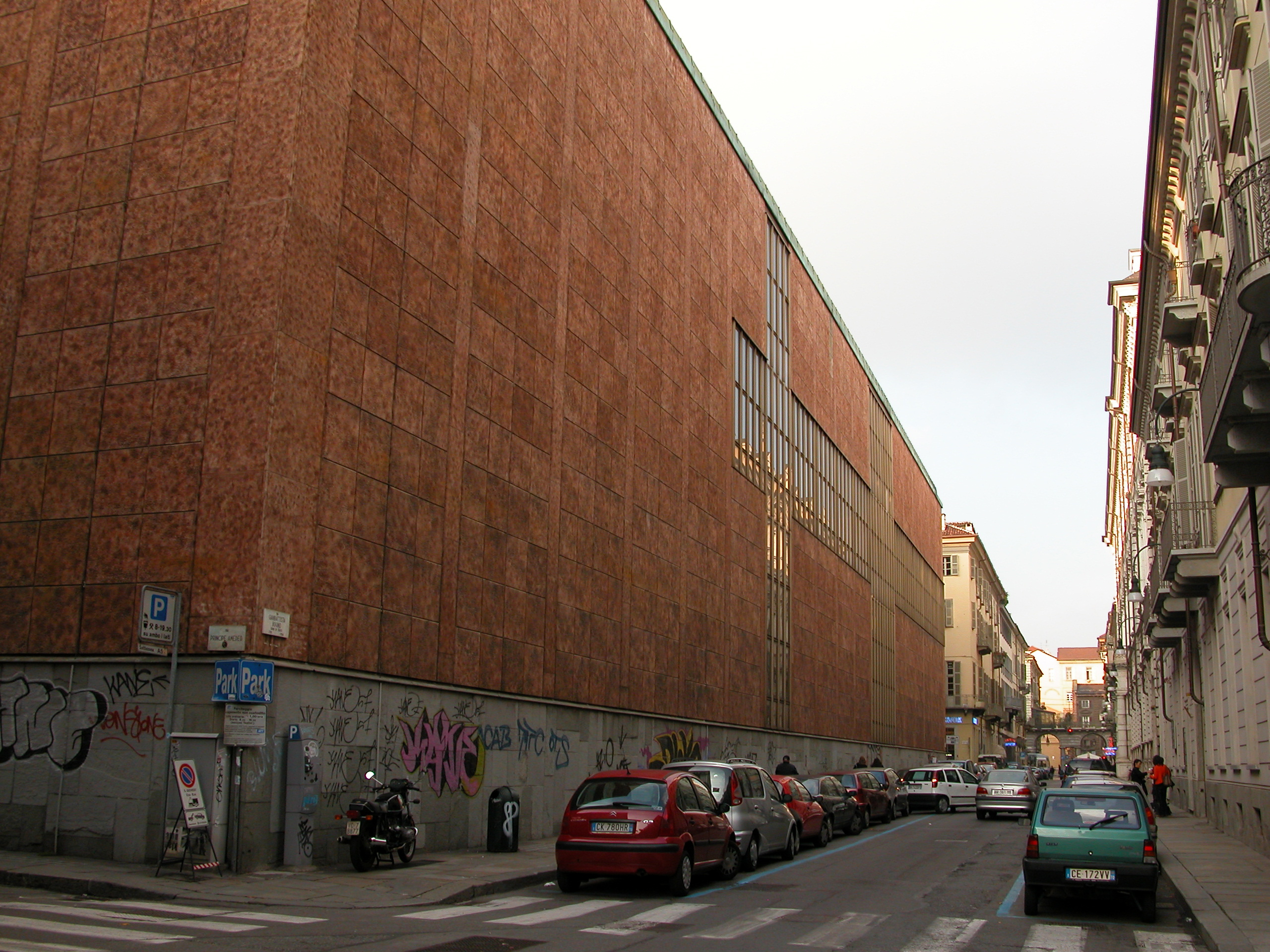
Façade de la librairie rue Bogino.
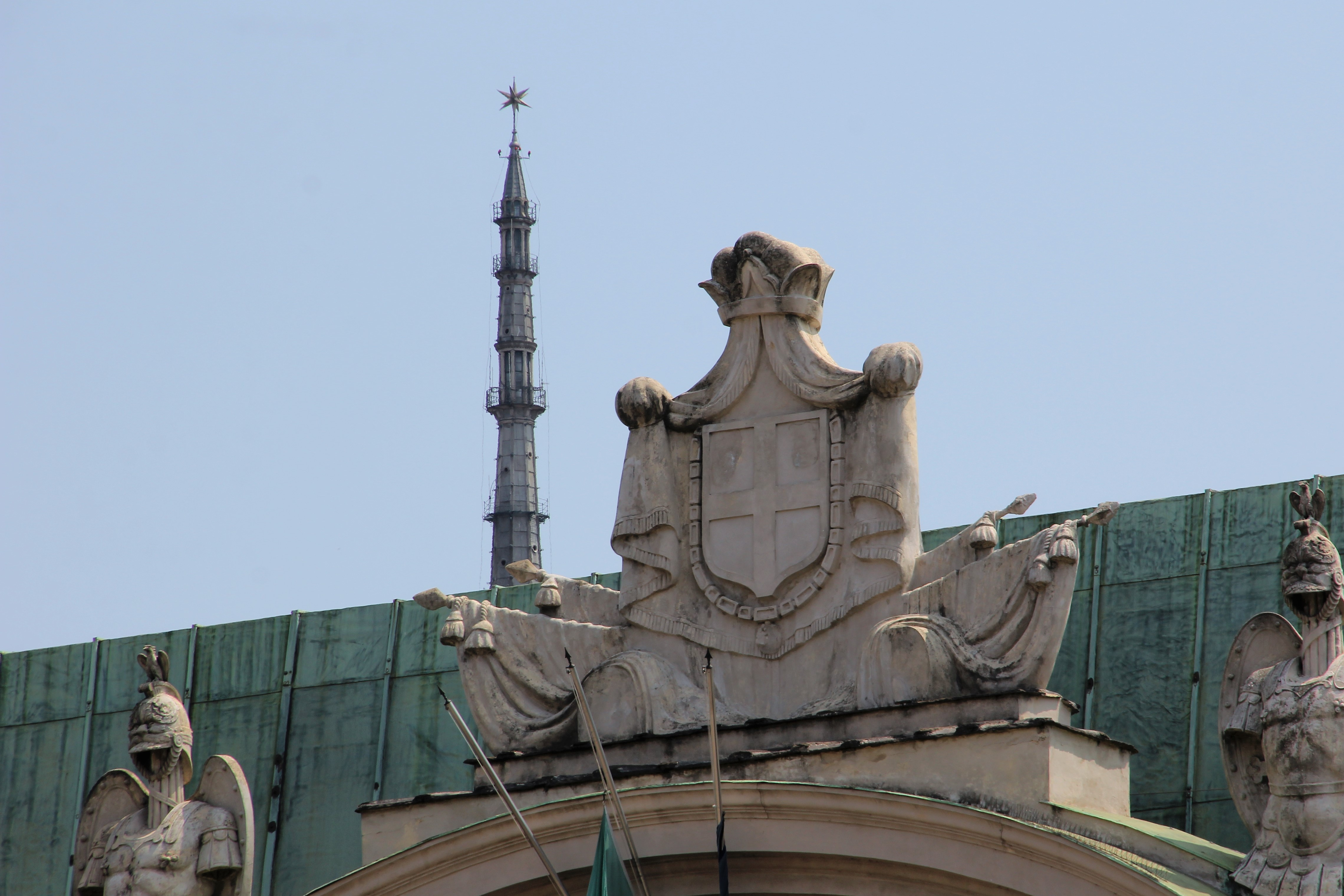
Armoiries de la maison de Savoie, derrière le Mole.